# Tribade
Tribade és un trio de música rap combativa, format a Barcelona per les cantants Bittah, Masiva Lulla i el punxadiscos Big Mark, amb el propòsit d'empoderar-se i fer crítica social. Fan servir ritmes de flamenc, afrotrap i reggaeton, i les seves lletres versen sobre drets LGTB, activisme antifeixista, gordofòbia, capacitisme, especisme, gènere fluid i contra la precarietat d'una societat plena de privilegis masculins.

## Trajectòria
El 2018, van participar en un festival de suport amb la política exiliada Anna Gabriel a Sallent, i en la cançó, conjuntament amb tretze grups i artistes reconeguts de l'escena rap com Sara Hebe, Homes Llúdriga o Los Chikos del Maíz, «Los Borbones son unos ladrones», realitzada amb motiu de solidaritat amb Valtònyc, Pablo Hasél i La Insurgencia arran de les condemnes de presó per les seves lletres presumptament enaltidores del terrorisme i per injúries a la Corona, a fi de mostrar la seva reivindicació a favor de la llibertat d'expressió. El videoclip corresponent fou enregistrat a l'antiga presó Model de Barcelona.
El 2019, van publicar llur primer àlbum, Las desheredadas, amb tretze cançons de rap on tracten de les problemàtiques que viuen les joves com elles, com la inaccessibilitat d'habitatge, l'abús policial o les violències masclistes, LGTBI-fòbiques i racistes.

## Discografia
- Las desheredadas (Propaganda pel fet!, 2019)[10]
- Dyke (Propaganda pel fet!, 2022)
- La tregua (Propaganda pel fet!, 2024)[11]